# Shochiku
Shochiku Company Limited (松竹株式会社, Shōchiku Kabushiki gaisha) (TYO 9601) és un estudi de cinema japonès i companyia de producció de kabuki. També produeix i distribueix pel·lícules d'anime. Els seus directors més recordats inclouen Yasujirō Ozu, Kenji Mizoguchi, Mikio Naruse, Keisuke Kinoshita i Yoji Yamada. Shochiku també ha produït pel·lícules de directors independents i "solitaris", com Takashi Miike, Takeshi Kitano, Akira Kurosawa i el director taiwanès de la Nova Ona, Hou Hsiao-Hsien.

## Història
Encara que va ser fundada a finals del segle xix, l'auge de Shochiku es va produir a la postguerra. Durant el període de la guerra, el president de Shochiku, Shiro Kido, va ajudar a establir la Greater Japan Film Association (Dai Nihon Eiga Kyokai), l'objectiu era coordinar els esforços amb la política del govern japonès. Des de mitjans de la dècada de 1930 fins al final de la Segona Guerra Mundial, igual que amb altres companyies cinematogràfiques japoneses, les obres de Shochiku eren propagandístiques. Com a resultat, després de la rendició del Japó, Kido, juntament amb el cofundador d'Shochiku Otani, va ser arrestat i acusat de crims de guerra Classe A per les autoritats d'ocupació nord-americanes.
En 1953, després del final de l'ocupació, Kido va tornar a Shochiku i va reviure l'estil melodramàtic de les pel·lícules que havien estat una marca de fàbrica de Shochiku en l'era de pre-guerra. Els directors associats amb Shochiku en aquesta era van incloure a Yasujirō Ozu, Keisuke Kinoshita, Noboru Nakamura i Hideo Oba. Moltes de les pel·lícules durant la dècada de 1950 estaven dirigides principalment al públic femení. En particular, Quin és el teu nom? (Kimi no na wa?, 1953) de Hideo Oba va ser la pel·lícula més comercialment reeixida de l'època.
A principis de la dècada de 1960, les pel·lícules de Shochiku van ser criticades com "passades de moda" amb la popularitat de les pel·lícules orientades a la joventut dels Nikkatsu. L'estudi va respondre llançant la Nova Ona japonesa (Nuberu Bagu) que també va llançar la carrera de Nagisa Oshima entre d'altres, encara que Oshima aviat es va independitzar; les pel·lícules de Oshima i altres cineastes no van tenir èxit financer i la companyia va canviar les seves polítiques.
No obstant això, la creixent amenaça de la televisió va portar a la fallida als competidors de Shochiku, Shintoho el 1961 i Daiei el 1971, mentre que Nikkatsu i Toei es van adaptar a pel·lícules de gàngster i pornografia suau per mantenir l'assistència. Shochiku va seguir mantenint el seu públic orientat a la família degut en gran part a l'èxit fenomenal de la sèrie Otoko wa Tsurai dirigida per Yoji Yamada de 1969 a 1997. No obstant això, amb la mort de la seva estrella Kiyoshi Atsumi, la sèrie va arribar a la seva fi, i l'empresa s'enfrontava a creixents dificultats financieras.
L'estudi Ofuna es va transformar breument en un parc temàtic, Kamakura Cinema World, però aquest va ser tancat en 1998 i el lloc va ser venut el 2000 al Kamakura Women's College. Des d'aquest moment, Shochiku ha confiat en el seu estudi de cinema i backlot a Kyoto. El film de Yoji L'ocàs del samurai (Tasogare Seibei, 2002) va ser nominat per a un Oscar com a millor pel·lícula en llengua estrangera.